# Rudolf Hermann Lotze
Rudolf Hermann Lotze, rojen 21. maja 1817 v Bautznu, je bil nemški filozof in logik.
Trdil je, da če fizični svet temelji na mehanskih zakonih, bi se odnosi in razvoj v vesolju lahko razložili kot delovanje svetovnega uma. Njegova medicinska študija je bila pionirska v znanstveni psihologiji.

## Biografija
Leta 1834 se je vpisal v Univerzo Leipzig in štiri leta kasneje doktoriral iz medicine in filozofije. Prav tako je bil strokovnjak na področju fizike, matematike, psihologije, umetnosti in literature. Od leta 1841 do 1844 je v Leipzigu poučeval medicino in filozofijo. Prvič je zaslovel s svojim medicinskim delom Allgemeine Pathologie and Therapie als mechanische Naturwissenschaften (1842 - 1848, Splošna patologija in terapija kot mehanska znanost), v katerem je pojasnil psihološke procese z mehanskimi izrazi. Ta mehanistična razlaga živih in neživih stvari je bila nadaljnjo razvita v delu Allgemeine Physiologie des körperlichen Lebens (1851, Splošna fiziologija telesnega življenja) in v delu Medizinische Psychologie oder Physiologie der Seele (1852, Medicinska psihologija ali fiziologija duše).
Medtem časom, ki ga je preživel v Leipzigu je izdal dve kratki deli, Metaphysik (1841, Metafizika) in Logik (1843, Logika), ki sta opisali njegov filozofski projekt usklajevanja znanosti z religijo, razloga z občutkom in vedenjem z vrednotenjem. Leta 1844 je bil imenovan za profesorja na univerzi v Göttingenu. Tam je živel mirno in plodno akademsko življenje in sledil svojim raznolikim interesom, ki so vključevali prevod Antigone v latinski verz in knjigo o zgodovini nemške estetike Geschichte der Aesthetik v Deutschland (1868). Zaključil je tudi svoje najbolj znano delo v treh delih Mikrokosmos (1856-1864, Mikrokosm). Ta znana obrazložitev njegove celotne filozofije je bila podnaslovljena z naslovom »Esej o človeku in njegovem odnosu do sveta«. Natančneje, Lotze opisuje, kako razmerje med človekom in umom mikrokozmično zrcali mehanske zakone, ki obstajajo v vesolju.
Lotze je bil čaščen kot modrec v Nemčiji, Franciji, Angliji in še posebej Ameriki. Živel je samotno in nesocialno življenje na deželi. Imel je izredno sposobnost za učenje jezikov. Številni njegovi dokumenti so bili napisani v francoščini, latinščini in angleščini. Leta 1839 se je zaročil z Ferdinande Hoffmann of Zittau (rojena 1819), poročila pa sta se leta 1844. Imela sta štiri sinove. Lotze je bil močno navezan na svojo ženo, zato je bila njena smrt leta 1875 zanj izguba, katere ni bil zmožen nikoli preboleti. Umrl je 1. julija 1881 v Berlinu zaradi pljučnice in srčne napake, ki jo je trpel vse življenje. Pokopali so ga poleg njegove žene v Göttingenu.

## Filozofija
Lotze je deloval v post-revolucionarnem času prehoda med idealističnimi in racionalističnimi zapuščinami Leibniza, Kanta in Hegla in novega materializma in interpretacije realnosti.
Verjel je, da povsod v širokem obsegu opazovanja najdemo tri različna področja: področje dejstev, področje zakonov in področje standardov vrednosti. Ta tri področja so ločena le v naših mislih, ne pa v realnosti. Pravo razumevanje pride s prepričanjem, da je svet dejstev področje, v katerem se ti višji standardi moral in estetske vrednosti realizirajo čez medij zakona. Takšna skupnost je zanj razumljiva le skozi idejo osebnega Božanstva, ki je v kreaciji in ohranitvi sveta po svoji volji določil vrste oblik in zakonov, ki preko naravnega delovanja pridejo do končnega cilja.
Lotze je predlagal nov pogled imenovan teološki idealizem, katerega osrednje načelo je načelo teleomehanizma, ideja, da je v logiki, metafiziki in znanosti mehanizem združljiv s teleologijo. Lotzejeva razlaga metafizike je bila zelo revolucionarna. Zavračal je dogmatičen, deduktivni sistem metafizike v prid verjetnega in odprto končnega vprašanja. Ta bi bil snovan na racionalnem zdravoumstvu iz zakonov narave. V skladu z njegovim projektom skladnosti znanosti z religijo je Lotze sklepal, da so bili naravni zakoni orodja božanstvenega namena. Tega sklepa ni bilo možno znanstveno dokazati, vendar je Lotze argumentiral, da je občutek enotnosti mehanizma in vrednosti prepričljiv. Tako je Lotze želel združiti razum z občutkom ter vedenje z vrednostjo.

## Dela
- lat. De futurae biologiae principiis philosophicis (Prihodnost bioloških načel filozofije), 1838
- lat. De summis continuorum (Z vrha neprekinjenega), 1845, nem. Den Begriff der Schönheit (Koncept lepote), 1840
- nem. Allgemeine Physiologie des körperlichen Lebens (Splošna fiziologija fizičnega življenja), 1851
- nem. Medicinische Psychologie oder Physiologie der Seele (Medicinska psihologija ali fiziologija duše), 1852
- nem. Mikrokosmus: Ideen zur Naturgeschichte und Geschichte der Menschheit (Mikrokosm: ideje o zgodovini in zgodovini človeštva) v treh delih, 1856–64
- nem. Streitschriften (Brošure), 1857
- nem. Geschichte der Aesthetik in Deutschland (Zgodovina estetike v Nemčiji), 1868
- nem. System der Philosophie (Sistem filozofije):
  - 1. del: nem. Logik: Drei Bücher  (Logika: tri knjige), 1874
  - 2. del: nem. Metaphysik: Drei Bücher (Metafizika: tri knjige), 1879
- nem. Geschichte der deutschen Philosophie seit Kant (Zgodovina nemške Kantove filozofije), 1882
- nem. Grundzüge der Psychologie (Značilnosti psihologije), 1881
- nem. Grundzüge der Naturphilosophie (Značilnosti naravne filozofije), 1882
- nem. Grundzüge der praktischen Philosophie (Značilnosti praktične filozofije), 1882
- nem. Grundzüge der Religionsphilosophie (Značilnosti religijske filozofije), 1883
- nem. Grundzüge der Logik und Encyclopädie der Philosophie (Značilnosti logike in enciklopedija o filozofiji), 1883
- nem. Grundzüge der Metaphysik (Značilnosti metafizike), 1883
- nem. Grundzüge der Aesthetik (Značilnosti estetike), 1884
- nem. Kleine Schriften (Majhne pisave) v treh delih, 1885–91